# Casas del Monte
Casas del Monte é um município da Espanha na comarca do Vale do Ambroz, província de Cáceres, comunidade autónoma da Estremadura. Tem 27,6 km² de área e em 2021 tinha 787 habitantes (densidade: 28,5 hab./km²).

## Demografia
| Variação demográfica do município entre 1991 e 2004 [carece de fontes?] | Variação demográfica do município entre 1991 e 2004 [carece de fontes?] | Variação demográfica do município entre 1991 e 2004 [carece de fontes?] | Variação demográfica do município entre 1991 e 2004 [carece de fontes?] |
| ----------------------------------------------------------------------- | ----------------------------------------------------------------------- | ----------------------------------------------------------------------- | ----------------------------------------------------------------------- |
| 1991                                                                    | 1996                                                                    | 2001                                                                    | 2004                                                                    |
| 953                                                                     | 928                                                                     | 912                                                                     | 890                                                                     |